# Antennablennius australis
Antennablennius australis és una espècie de peix de la família dels blènnids i de l'ordre dels perciformes.
Els mascles poden assolir 7 cm de longitud total. És ovípar. És un peix marí de clima tropical. Es troba des del Mar Roig fins a Port Elizabeth (Sud-àfrica).